# Sancus acoreensis
Sancus acoreensis is een spinnensoort uit de familie van de strekspinnen.
De wetenschappelijke naam van de soort werd in 1992 als Leucognatha acoreensis gepubliceerd door Wunderlich.